# Edwina Ashley
Edwina Cynthia Annette Mountbatten, hraběnka Mountbattenová z Burmy, CI, GBE, DCVO, GCStJ (rozená  Ashley; 28. listopadu 1901, Londýn – 21. února 1960, Jesselton), byla anglickou dědičnou, prominentkou, pomocnou pracovnicí a sňatkem s kontradmirálem 1. vikomtem Mountbattenem z Burny poslední vicekrálovnou Indie.

## Původ a rodina
Edwina Cynthia Annette Ashley se narodila v roce 1901 jako nejstarší dcera Wilfrieda Ashleyho (pozdějšího 1. barona Mount Templa), konzervativního člena parlamentu. Její mladší sestrou byla Mary, budoucí lady Delamere. Po otci byla pravnučkou reformisty 7. hraběte ze Shaftesbury. Edwininou matkou byla Maud Casselová (1879–1911), jediné dítě mezinárodního magnáta sira Ernesta Cassela (1852–1921), přítele a osobního finančníka pozdějšího britského krále Eduarda VII. Cassel byl rodák z pruského Kolína s německými kořeny. Byl jedním z nejbohatších a nejmocnějších mužů v Evropě.
Poté, co se její otec v roce 1914 znovu oženil s Molly Forbes-Sempillovou (bývalou manželkou kontradmirála Arthura Forbes-Sempilla), byla Edwina poslána do internátní školy, nejprve do Links v Eastbourne, pak do Alde House v Suffolku, v žádné z nich nebyla ochotnou žačkou. Edwina byla v té době nešťastná, protože kromě kyselého vztahu s nevlastní matkou byla ve škole šikanována kvůli tomu, že její dědeček byl bohatý, Němec a Žid. Později popsala svou zkušenost ve škole jako ‚naprosté peklo‘. Její dědeček, sir Ernest, vyřešil domácí dilema tím, že ji pozval, aby s ním bydlela a nakonec se stala hostitelkou v jeho londýnské rezidenci Brook House.

## Manželství a potomci

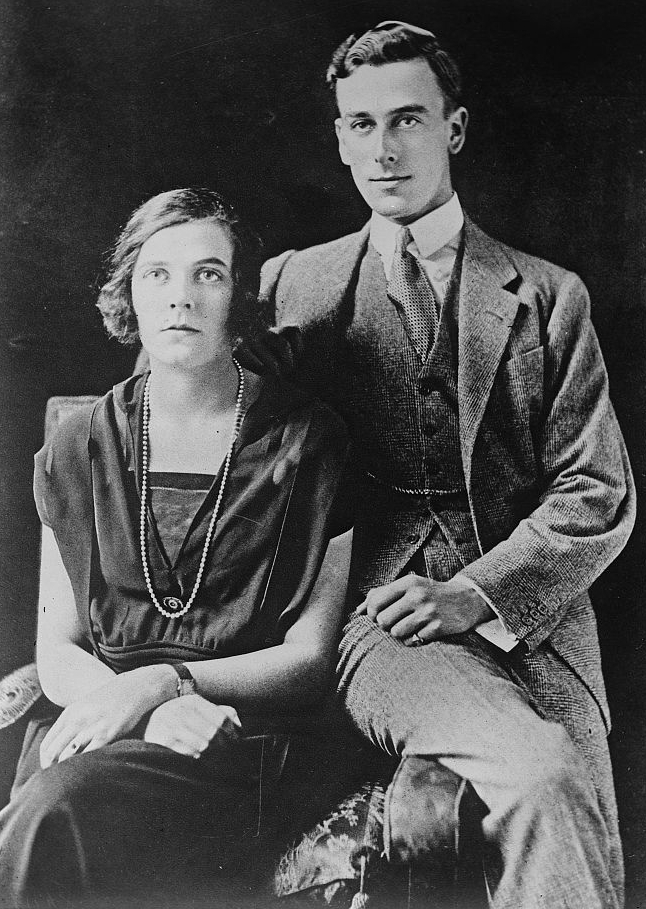
Louis a Edwina Mountbattenová na počátku manželství

V době svého prvního setkání s Louisem Montbattenem, příbuzným britské královské rodiny a synovcem poslední ruské carevny Alexandry, v roce 1920, byla Edwina vůdčí členkou londýnské společnosti. Její dědeček Cassel zemřel v roce 1921 a zanechal jí 2 miliony liber (v roce 2021 se to rovnalo 94,4 milionům liber) a svůj luxusní londýnský dům Brook House, zatímco její budoucí manžel tehdy pobíral námořní plat ve výši 610 liber (v roce 2021 se to rovnalo 28 791 liber). Později Edwina ještě po svém otci, lordu Mount Templovi, zdědila venkovské sídlo Broadlands v Hampshire.

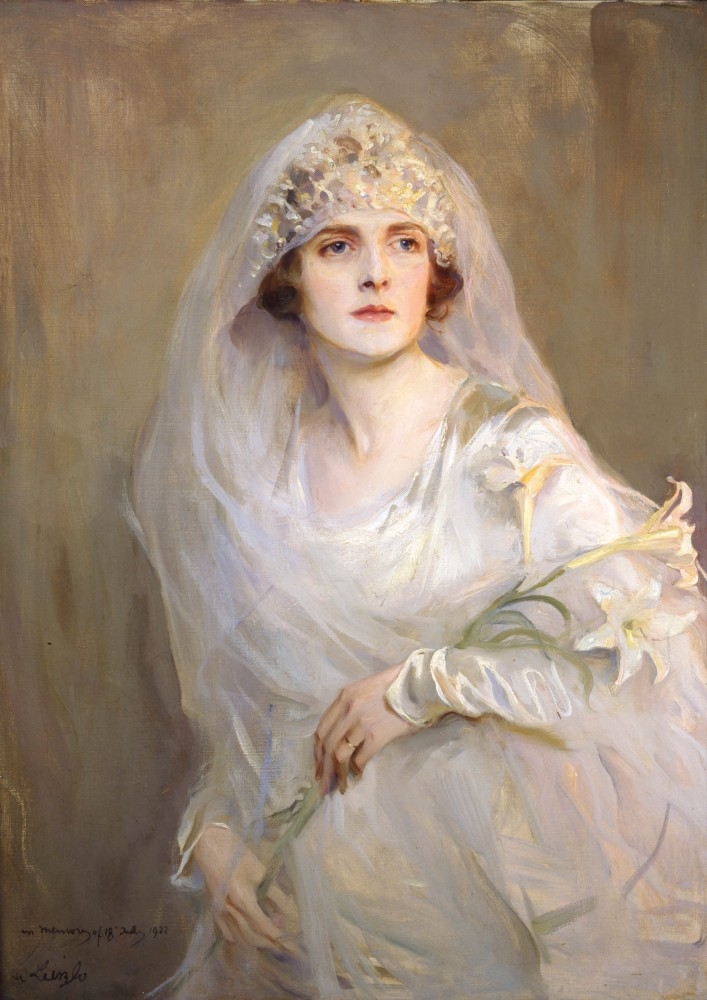
Edwina Ashley ve svatebních šatech, Philip de László, 1923

Edwina a Louis se vzali 18. července 1922 v kostele svaté Markéty ve Westminster. Svatba přilákala více než 8000 lidí, včetně členů královské rodiny, jako byli královna Marie, královna Alexandra a princ z Walesu (budoucí král Eduard VIII.). Svatba byla nazývaná "svatbou roku". Následovala svatební cesta po evropských královských dvorech a Americe, manželé navštívili například Niagarské vodopády (protože "tam vedli všechny líbánky"). Během pobytu v Kalifornii si novomanželé zahráli v němém domácím filmu Charlieho Chaplina s názvem Nice And Friedly, který nebyl promítán v kinech.
Mountbattenovi spolu měli dvě dcery, Patricii (14. února 1924 – 13. června 2017) a Pamelu (narozena 19. dubna 1929). Novinář Drew Pearson popsal v roce 1944 Edwinu jako "jednu z nejkrásnějších žen v Evropě". Bylo o ní známo, že měla po celé manželství milostné poměry, a dělala jen málo pro to, aby je před manželem skryla. Věděl o jejích milencích, přijal je a s některými z nich dokonce navázal přátelství – čímž se stali „součástí rodiny“. Dcera Pamela ve svých pamětech matku popsala jako "popíračku mužů" a milence své matky jako sérii „strýců“ celého jejího dětství. Dále o matce napsala, že byla odtažitá, zřídka vídaná matka, která dávala přednost cestování po světě se svým současným milencem před mateřstvím. Edwinina aféra s Džaváharlálem Néhrú, indickým premiérem, jak během jejich poválečné služby, tak i po ní, byla široce zdokumentována. Údajně měla poměr také s granadským jazzovým zpěvákem Lesliem Hutchinsonem.

## Druhá světová válka
Po vypuknutí druhé světové války získala Edwina nový cíl. V roce 1941 navštívila Spojené státy, kde vyjádřila vděčnost za úsilí získat finanční prostředky pro Britský Červený kříž a St John Ambulance Brigade. V roce 1942 byla jmenována vrchní dozorkyní St John Ambulance Brigade. V roce 1945 pomáhala při repatriaci válečných zajatců v jihovýchodní Asii. V roce 1943 získala Řád britského impéria a v roce 1946 Královský řád Viktoriin. Obdržela také medaili Amerického červeného kříže.

## Místokrálovna Indie

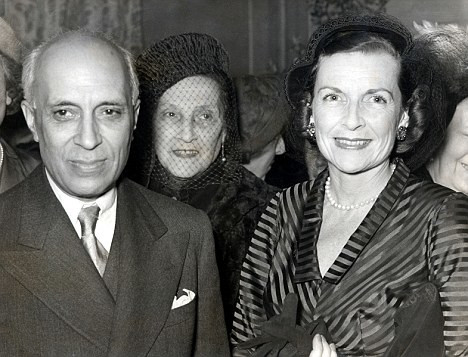
Předseda vlády Néhrú s lady Mountbattenovou v roce 1951

Edwina Montbattenová byla poslední místokrálovnou Indie, zastávající úřad v posledních měsících Britské Indie a v prvních měsících po rozdělení (únor 1947 až červen 1948), když byl její manžel posledním místokrálem Indie a po rozdělení Indie a Pákistánu v červnu 1947 generálním guvernérem Indie, ale ne dominia Pákistán. V té době začala její vážná známost s Néhrúem, novým předsedou vlády Indie. Zda byl románek někdy konzumován, není známo; ejich vzájemná náklonnost však byla evidentní a vyvolala rozsáhlé spekulace. V roce 2012 Edwinina dcera Pamela uznala existenci románku mezi její matkou a předsedou vlády, což zmínila i ve své knize Daughter of Empire: Life As A Mountbatten (Dcera impéria: Život jako Mountbatten). Britský historik Philip Ziegler s přístupem k soukromým dopisům a deníkům vztah uzavírá:
měl vydržet až do smrti Edwiny Mountbattenové: intenzivně milující, romantický, důvěrný, velkorysý, idealistický, dokonce duchovní.. Pokud tam byl nějaký fyzický prvek, mohl mít pro obě strany pouze menší význam. Mountbattenova reakce byla radostná... Měl Néhúa rád a obdivoval ho, bylo pro něj užitečné, že premiér našel takové půvab v domě generálního guvernéra, bylo příjemné najít Edwinu téměř trvale v dobré náladě: výhody spojení byly zjevné.

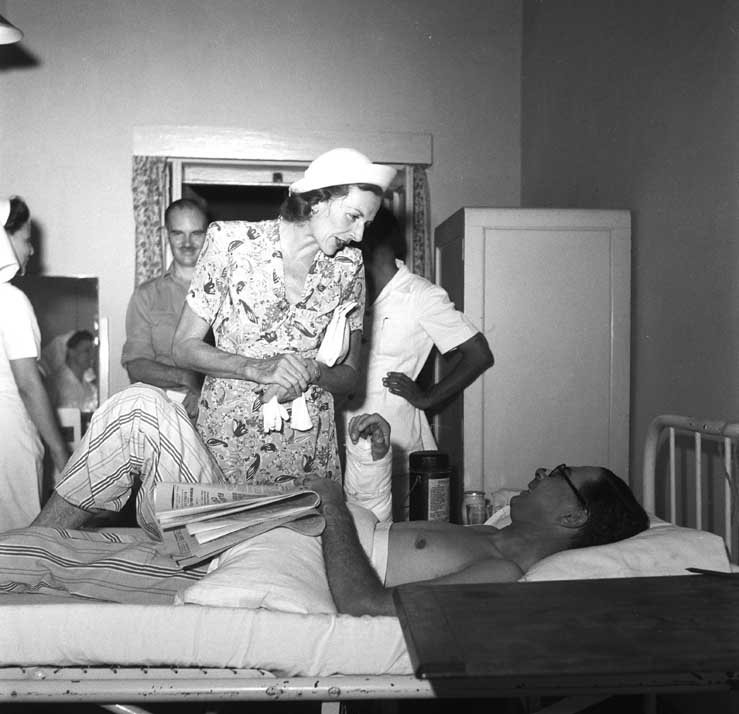
Lady Mountbattenová v Police Hospital, Dillí, 1947

Od 28. října 1947, kdy byl její manžel povýšen na hraběte, byla Edwina titulována jako hraběnka Mountbattenová z Burmy. Po násilném narušení, které doprovázelo rozdělení Indie, bylo prioritou lady Mountbattenové zmobilizovat enormní potřebné úsilí o pomoc, za což byla široce chválena. V roce 1949 se stala guvernérkou Peckhamského experimentu.

## Úmrtí
Edwina Mountbattenová zemřela z neznámých příčin ve spánku 21. února 1960 ve věku 58 let v Jesseltonu v Britském severním Borneu při inspekční cestě pro St John Ambulance Brigade. V souladu se svým přáním byla dne 25. února 1960 pohřbena do moře u pobřeží Portsmouthu z HMS Wakeful; celebroval arcibiskup canterburský Geoffrey Fisher. Když se královna-matka Elizabeth o pohřbu dozvěděla, poznamenala: "Drahá Edwina, vždycky se ráda šplouchala." Néhrú nechal indickou námořní fregatu INS Trishul Wakeful doprovodit a hodil věnec. Její pozůstalost byla oceněna na 589 655 liber (odpovídá 14 445 277 liber v roce 2021).

## Vyznamenání
- Královský řád Viktoriin
- Nejctihodnější řád sv. Jana Jeruzalémského
- Řád indické koruny
- Řád britského impéria
- Služební medaile řádu sv. Jana

## V populární kultuře
- Herečka Janet Suzman v roce 1986 ztvárnila lady Mountbattenovou v televizním dokumentárním dramatu Lord Mountbatten: The Last Viceroy
- Maria Aitken ztvárnila Edwinu v roce 1998 v biografickém filmu Jinnah
- Gillian Andersonová ztvárnila Edwinu v historickém dramatu Gurindery Chadhy, Viceroy's House z roku 2017
- Lucy Russell ztvárnila Edwinu Mountbattenovou ve druhé sérii seriálu Koruna z roku 2017